# Кларк, Имоген
Имоген Кларк(англ. Imogen Clark; 1 июня 1999) — британская пловчиха. Серебряный призёр чемпионата Европы на дистанции 50 метров брассом.

## Карьера
На своих первых крупных соревнованиях, в августе 2018 года в Глазго, она стала серебряным призёром чемпионата Европы на 50-метровой дистанции брассом с результатом 30.34, уступив победительницы соревнования Юлии Ефимовой 0.53 секунды. На дистанции 100 метров брассом Имоген заняла 13-е место с результатом 1:08.26. 
На дистанции 50 метров брассом она является рекордсменкой Великобритании.  

## Достижения
- Чемпионат Европы по водным видам спорта:

1. Глазго 2018: серебро  50 м брасс, результат 30.34.

## Лучшие результаты
50 метровой бассейн
- 50 метров брасс - 30.04
- 100 метров брасс - 1:07.58
- 200 метров брасс - 2:35.83

25 метровой бассейн
- 50 метров брасс - 29.64
- 100 метров брасс - 1:05.12
- 200 метров брасс - 2:30.83